# Africada retrofleja sorda
La consonante africada retrofleja sorda es un sonido consonántico usado en algunas lenguas. Su símbolo en el alfabeto fonético internacional es ⟨ʈ͡ʂ⟩, simplificado como ⟨tʂ⟩.
Este sonido ocurre en chino mandarín, mapudungun y en algunas lenguas quechuas, como el quechua cajamarquino, el huanca, Quechua yaru y las hablas ancashinas de Sihuas y Corongo.
En el idioma español aparece como una de las pronunciaciones de la combinación "tr" en el español costarricense, el español paraguayo, el español chileno, el español guaranítico del nordeste argentino, en el Cuyo, el cordobés y en el chapaco en Bolivia.
En asturleonés este sonido se corresponde en ciertas zonas con el fenómeno conocido como "tse vaqueira" (o "che vaqueira") que en algunas hablas del occidente y centro de las vertientes asturiana y leonesa de la cordillera cantábrica se corresponde con la evolución de la L- y -ll- latinas ("ḷḷobu", "ḷḷingua", "Ḷḷuna", "Ḷḷaciana", "castieḷḷu", "cavaḷḷu" o "marieḷḷu"). Tradidionalmente se escribió como "ts" (sobre todo aunque otros usaron "xs", "tchx", "tx", "lh") pero desde los años 1980 se vino extendiendo la solución de la Academia de la Llingua Asturiana que propone como grafía la Ḷḷ (doble ele subpunteada) o bien "l.l" (cuando los medios no permitan utilizarla) por ser más acorde con la solución lateral palatal en "Ll" de la mayoría de las restantes hablas asturianas.
- Datos: Q2474780